# Halloweentown II: Kalabar's Revenge
Halloweentown II: Kalabar's Revenge is een Disney Channel Original Movie uit 2001 onder regie van Mary Lambert.

## Verhaal
De film speelt zich twee jaar na de gebeurtenissen uit Halloweentown af. Marnie Piper woont in de echte wereld en maakt zich gereed om te logeren bij haar grootmoeder, die in Halloweentown woont. Maar dan gaat het fout in Halloweentown. Er lijkt een kwaadaardige vloek te zijn geplaatst op de stad. Lukt het Marnie en haar grootmoeder de stad te behoeden voor de fatale gevolgen?

## Rolverdeling
| Acteur            | Personage                 |
| ----------------- | ------------------------- |
| Kimberly J. Brown | Marnie Piper              |
| Debbie Reynolds   | Splendora Agatha Cromwell |
| Judith Hoag       | Gwen Piper                |
| Joey Zimmerman    | Dylan Piper               |
| Emily Roeske      | Sophie Piper              |
| Phillip Van Dyke  | Luke                      |
| Daniel Kountz     | Kal                       |
| Blu Mankuma       | Gort                      |
| Jessica Lucas     | Vampier                   |
| Peter Wingfield   | Alex                      |